# سید غنی نظری
سید غنی نظری خانقاه (زاده ۱۳۵۴ خلخال) سیاستمدار ایرانی و سرپرست معاونت حقوقی، امور مجلس و استان‌های وزارت ورزش و جوانان از آبان ۱۴۰۳ است. وی پیش‌تر نماینده دوره یازدهم مجلس شورای اسلامی از حوزه انتخابیه خلخال و کوثر بود که با کسب ۲۲۴۸۹ رأی از مجموع ۴۸۹۶۹ رأی مأخوذه به مجلس یازدهم راه یافت.
غنی نظری دارای مدرک دکترای حقوق جزا و جرم شناسی از دانشگاه دولتی ارومیه است. اعتراض وی به مسمومیت دانش‌آموزان‌ در صحن علنی مجلس باعث مشاجره وی با کریمی قدوسی نماینده مشهد شد. وی با کسب نزدیک به پنجاه درصد آرا پیروز رقابت مجلس شد.

## انتخابات ریاست‌جمهوری ۱۴۰۳
وی در روز یکشنبه ۱۳ خرداد ۱۴۰۳ با حضور در وزارت کشور برای انتخابات ریاست‌جمهوری دوره چهاردهم ثبت‌‌نام کرد.